# ショベルローダー
ショベルローダーは前方にパワーショベル、バケットを備えた特殊自動車。労働安全衛生法において車両系荷役運搬機械の種類として分類されている。主に工事現場などにおいて土砂などをトラックに積み込んだり、農場で堆肥等の積込に使用する。また、降雪地帯においては除雪作業にも用いられている。機能としては地表面より上にある資材（土砂、堆肥、雪等）をバケットにすくい上げし持ち上げ、トラックの荷台等に積込みすることができるが、地表面より下に穴を掘ることはできない。

## 車両の種類
原動機はディーゼルエンジンまたはガソリンエンジンを使っている。積載量は1t～3tクラスである。

## 車両の特徴
一般的に二輪駆動であり、一般的なフォークリフトとおなじ「後輪操舵式」である。外観上はホイールローダーと似ているが（四輪、バケットがある）、四輪駆動かつ中折れ式操舵のホイールローダーとは操作時の挙動や感覚が異なる。砂利や砂の荷役に使われることが多い。

## 公道走行の免許と保険
道路交通法、道路運送車両法等により公道を走行するショベルローダーは、大きさなどにより小型特殊自動車または大型特殊自動車に区分されるため、対応した自動車運転免許が必要となる。小型特殊は小型特殊免許のほか原付以外の他のいずれかの運転免許があれば運転できるが、大型特殊は大型特殊1種または2種の免許がないと運転できない。車両で公道を走行するだけなら下記の技能講習等の操作資格は不要である。公道走行には、上記の区分ごとのナンバープレートの取得、自動車損害賠償責任保険の加入が必須である。また、公道上では荷役作業をしてはならない。

## 荷役操作に必要な資格
日本国内でショベルローダーを用いて土砂などを積み込む作業を行うためには、労働安全衛生法により操作に必要な資格区分が異なる。2輪駆動の場合はショベルローダー等運転者としての資格(ショベルローダー等運転技能講習)が必要である。4輪駆動はトラクタ（ー）ショベルといわれ、車両系建設機械運転者の資格(車両系建設機械(整地･運搬等)運転技能講習、小型車両系建設機械(整地等3トン未満）特別講習)が必要である。但し、この資格を有していても公道外における荷役作業だけに限られ、公道上での運転は出来ない。公道上での運転を行うには上項のとおり登録種別に応じた大型特殊免許または小型特殊免許も併せて必要である。

## 特殊自動車の区分
- 特殊自動車参照。車両により小型特殊自動車または大型特殊自動車（0ナンバー）となる。

## メーカー
- 豊田自動織機（TOYOTA、トヨタL&F）
- コマツユーティリティ (KOMATSU)
- 三菱ロジスネクスト（旧TCM）
- ウインブルヤマグチ
- 株式会社諸岡